# 1137

## Родени
- Салах ад Дин, султан на Египет

## Починали
- Луи VI
- Никифор Вриений (предположение)
- 1 август – Луи VI, крал на Франция